# Allah Bukhsh Karim Bukhsh Brohi

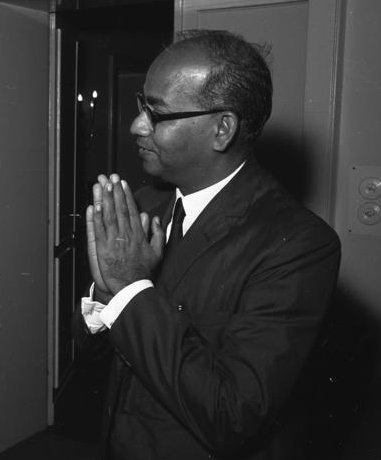
A K Brohi, 1961

Allah Bukhsh Karim Bukhsh Brohi  (Urdu:الله بخش کریم بخش بروہی), även känd som A K Brohi, var en framträdande politiker och advokat från Sindh, Pakistan. 
Allah Bukhsh Karim Bukhsh Brohi utsågs 1954 till justitieminister av Pakistans premiärminister Muhammad Ali Bogra. Han var Pakistans ambassadör i Indien i början av sextiotalet. I det senare ämbetet spelade han en avgörande roll när Indusvattenavtalet mellan Indien och Pakistan undertecknades. Han blev återigen utsedd till justitieminister i slutet av sjuttiotalet. Före sin död, 1987, var han rektor vid Islamiska universitet i Islamabad.